# Vera Oeri-Bibliothek

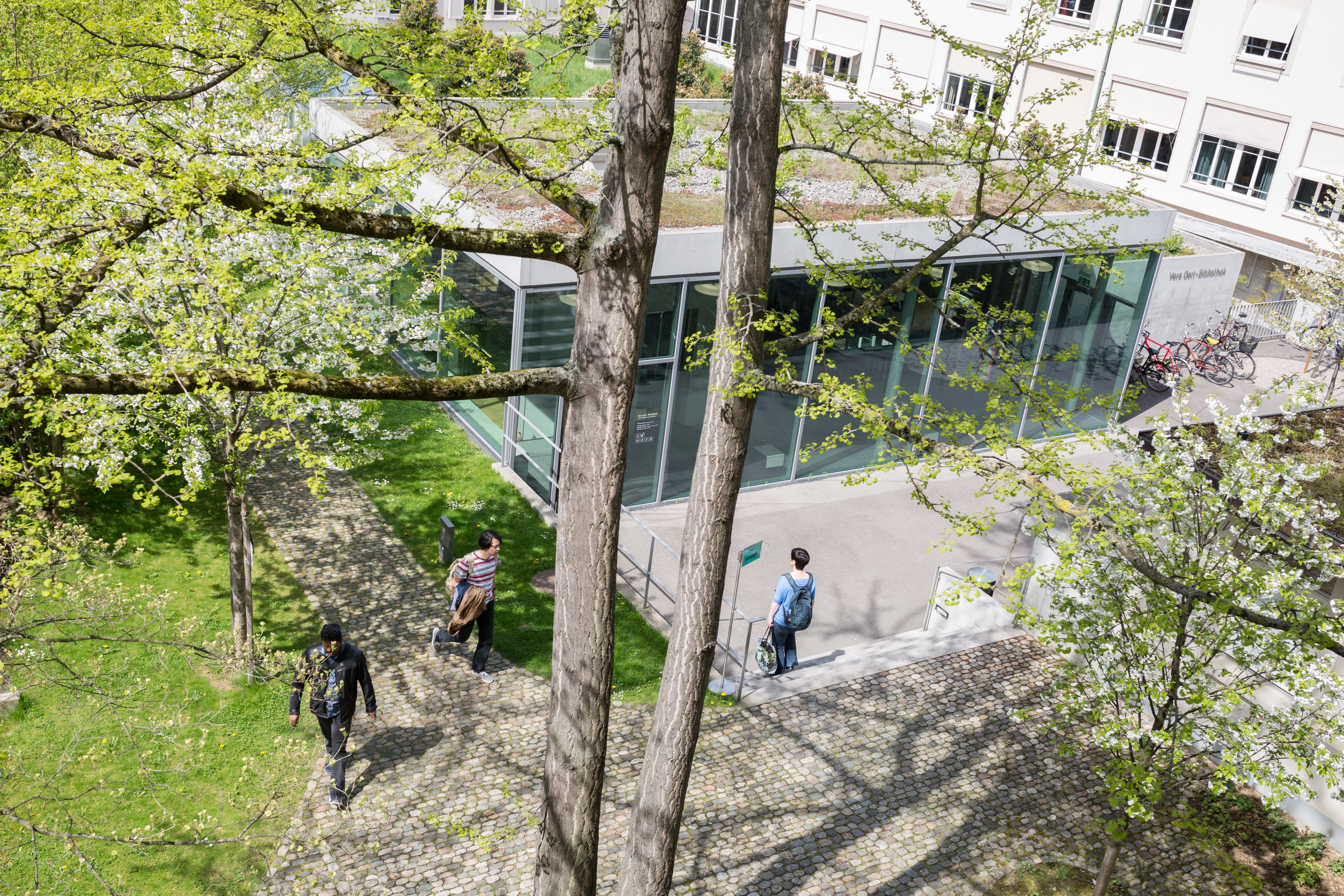
Vera Oeri-Bibliothek

Die Vera Oeri-Bibliothek ist eine öffentliche Musikbibliothek innerhalb der Musik-Akademie der Stadt Basel.

## Geschichte
Die Vera Oeri-Bibliothek geht auf die Gründung der «Allgemeinen Musikschule Basel» 1867 zurück. Mit dem Umzug der Musikschule 1903 an den heutigen Standort an der Leonhardsstrasse und der Erweiterung zum Konservatorium als professionelle Musikausbildung 1905 konnte die Sammlung weiterwachsen. Im Zuge der Vereinigung von Musikschule, Konservatorium und der Schola Cantorum Basiliensis zur Musik-Akademie der Stadt Basel erhielt sie 1955 einen eigenen Anbau. In der Folge wuchs sie zur grössten Musikaliensammlung der Schweiz heran. Mit einem privat von der Vera-Oeri-Stiftung finanzierten Neubau fand sie 2009 ihr heutiges Domizil.

## Sammlungen (Auswahl)
- Basler Gesangverein
- Walter Fähndrich
- Hans-Martin Linde
- Jost Meier
- Anthony Rooley
- Hansheinz Schneeberger
- Jürg Wyttenbach